# Communauté de communes du Réalmontais
La communauté de communes du Réalmontais  est une ancienne communauté de communes française, située dans le département du Tarn et dans la région Midi-Pyrénées.

## Historique
- 1984 : création du SICTOM de Réalmont (ordures ménagères)
- 1997 : remplacement du SICTOM par le SIVOM du Pays Réalmontais (ordures ménagères et voirie)
- 5 décembre 2001 : arrêté préfectoral portant création de la communauté de communes du Réalmontais qui remplace le SIVOM du Pays Réalmontais.
- 1er janvier 2013 : Prise d'effet de la fusion avec la communauté de communes du Montredonnais pour former la communauté de communes Centre Tarn.

## Composition
Elle était composée des 14 communes suivantes :
| Nom                     | Code Insee | Gentilé              | Superficie (km2) | Population (dernière pop. légale) | Densité (hab./km2) |
| ----------------------- | ---------- | -------------------- | ---------------- | --------------------------------- | ------------------ |
| Réalmont (siège)        | 81222      | Réalmontais          | 14,33            | 3 356 (2014)                      | 234                |
| Fauch                   | 81088      | Fauchois             | 17,32            | 520 (2014)                        | 30                 |
| Laboutarie              | 81119      | Laboutartégeois      | 5,39             | 489 (2014)                        | 91                 |
| Lamillarié              | 81133      | Lamillariens         | 13,95            | 479 (2014)                        | 34                 |
| Le Travet               | 81301      | Travetois            | 8,44             | 126 (2014)                        | 15                 |
| Lombers                 | 81147      | Lombersois           | 38,79            | 1 115 (2014)                      | 29                 |
| Roumégoux               | 81233      |                      | 13,43            | 229 (2014)                        | 17                 |
| Ronel                   | 81226      | Ronélois             | 9,89             | 326 (2014)                        | 33                 |
| Orban                   | 81198      | Orbanais             | 8,76             | 329 (2014)                        | 38                 |
| Poulan-Pouzols          | 81211      | Poulannais-Pouzolais | 11,86            | 465 (2014)                        | 39                 |
| Saint-Antonin-de-Lacalm | 81241      |                      | 28,09            | 268 (2014)                        | 9,5                |
| Saint-Lieux-Lafenasse   | 81260      | Fénassols            | 12,19            | 453 (2014)                        | 37                 |
| Sieurac                 | 81287      | Sieuracois           | 8,72             | 272 (2014)                        | 31                 |
| Terre-Clapier           | 81296      |                      | 12,10            | 256 (2014)                        | 21                 |

## Compétences
La communauté de communes du Réalmontais intervenait dans les principaux domaines suivants :

### Aménagement de l'espace
La communauté de communes du Réalmontais :
- procède à des acquisitions foncières
- aménage des zones d'activité afin d'accueillir des entreprises

### Développement économique agricole et touristique
La communauté de communes du Réalmontais :
- accompagne et soutient les initiatives économiques et agricoles
- mène des actions de développement touristique (information, promotion et animation du territoire, création et entretien de sentiers de randonnée)

### Mise en valeur de l'environnement et déchets
La communauté de communes du Réalmontais assure la collecte, le traitement le tri et la valorisation des déchets ménagers et assimilés. Elle :
- gère directement la collecte des déchets et assimilés (ordures ménagères, tri sélectif, verres)
- a confié au syndicat départemental Trifyl la gestion de la compétence traitement et valorisation des déchets

La communauté de communes du Réalmontais finance cependant l'intégralité du service de collecte et de traitement des ordures ménagères en percevant la  Taxe d’Enlèvement des Ordures Ménagères auprès des ménages du Réalmontais.

### Routes et assainissement
La communauté de communes du Réalmontais :
- crée, aménage et entretient la voirie déclarée d'intérêt communautaire (chaussée, les dépendances et ouvrages d'art (pour cette voirie, l'entretien des trottoirs et bas côtés, la viabilité hivernale, restent gérés par les communes).
- assure le contrôle des dispositifs d'assainissement individuels.

### La vie culturelle
La communauté de communes du Réalmontais soutient les actions associatives qui présentent un intérêt communautaire.

### L'enfance et la jeunesse
La communauté de communes du Réalmontais intervient :
- en faveur de la petite enfance (moins de 6 ans) en créant, aménageant et entretenant des structures (crèche, relais assistantes maternelles)
- en matière d'enfance et jeunesse (enfants de 6 à 18 ans) en coordonnant et en animant des partenariats (en particulier en direction des centres de loisirs).
- comme coordinateur de l'ensemble de ces actions sur le Réalmontais :
  - mise en œuvre d'un projet éducatif territorial,
  - gestion et accompagnement des contrats permettant de financer ces actions, notamment le contrat enfance jeunesse passé avec la CAF et la MSA et le contrat éducatif local passé avec la DDJS
  - mise en œuvre des animations et actions de communication présentant un intérêt communautaire.

### Les personnes âgées
La communauté de communes du Réalmontais favorise le maintien à domicile des personnes âgées à travers le financement d'un service de portage de repas à domicile.

### Le cadre de vie
La communauté de communes du Réalmontais intervient en faveur de l'habitat et de la mise en valeur du territoire à travers diverses opérations programmées (amélioration de l'Habitat, amélioration de l'identification du territoire par la signalétique et la signalisation, mise en valeur des cœurs de village).